# Plaça Gran (Santpedor)
La Plaça Gran és una obra del municipi de Santpedor (Bages) inclosa en l'Inventari del Patrimoni Arquitectònic de Catalunya.

## Descripció
Es tracta d'una plaça rectangular tancada per habitatges de dos pisos d'alçada i baixos, a la qual hi arriben quatre carrers i dos més amb pas de volta. La plaça reuneix una tipologia d'edificis molt característica de la vila de Santpedor i també del segle XVIII: baixos amb portals d'arc de mig punt rebaixats o amb grans arcs de mig punt adovellats, també amb llindes. Totes són construïdes al llarg del s.XVIII segons esmenten les llindes.
A un sector de la placa es troben encara habitatges amb els baixos porticats i a un extrem, l'ajuntament.

## Història
La plaça correspon a un disseny del segle xviii a partir d'un espai prèviament delimitat per la vila fortificada de Santpedor d'origen medieval. La plaça deuria respondre al desig de donar importància a un nou espai dins els murs de la vila. Restaurada a partir de l'any 1979 per la Generalitat de Catalunya.